# Betkaspar
Betkaspar est le surnom de Kaspar Schwarze (né le 13 juin 1830 à Soest, mort le 13 mai 1911 à Werl). Il est connu pour l'adoration perpétuelle qu'il pratique dans les églises de la région. Son procès en béatification échoue en raison du nazisme au pouvoir.

## Biographie
Kaspar Black était le fils d'époux de religions différentes. Il devient tailleur puis palefrenier et journalier. Il ne se marie pas et conserve une chambre dans la maison parentale. Lors de recrutements militaires en 1851 et 1853, il est exempté du service à cause d'un corps trop faible. Après la résiliation du domicile parental, il déménage à Holtum et habite chez Katharina Rieke, religieuse tertiaire qu'il appelle Annkatrin. Il vit tranquillement et évite le contact avec les gens qui le surnomment "Biämännken". À la suite de l'introduction de l'adoration perpétuelle dans l'archidiocèse de Paderborn par l'évêque Konrad Martin (de) en 1870, Kaspar Schwarze commence à aller d'église en église et pratiquer l'adoration perpétuelle. Pendant 40 ans, il visite chaque année environ 150 églises et est en permanence sur les routes. Il vit de la charité de personnes bienveillantes, de sacristains et de prêtres. Il devient connu dans tout l'archidiocèse. En 1911, il meurt au Mariannenhospital de Werl et est enterré au cimetière communal (de).

## Postérité
Vers 1920 commence une vénération de Betkaspar, surnom que lui donnent les fidèles du diocèse. Le 5 mai 1933, on exhume le corps du premier cercueil pour lui donner une sépulture plus noble. On organise un pèlerinage vers sa tombe. Les tentatives de procès en béatification échouent. Après les années 1930, la vénération diminue progressivement.
Aujourd'hui Betkaspar est presque oublié, cependant sa tombe est toujours entretenue par les services municipaux.